# Borisław Sandow
Borisław Dimitrow Sandow, bułg. Борислав Димитров Сандов (ur. 16 grudnia 1982 w Madanie) – bułgarski polityk, ekolog i działacz społeczny, poseł do Zgromadzenia Narodowego, od 2021 do 2022 wicepremier oraz minister ochrony środowiska i zasobów wodnych.

## Życiorys
W 2006 ukończył geografię na Uniwersytecie Sofijskim im. św. Klemensa z Ochrydy, w 2017 uzyskał magisterium z zarządzania zasobami wodnymi i klimatycznymi. Był wiceprzewodniczącym rady studentów swojej uczelni i współzałożycielem uniwersyteckiego klubu ekologicznego. Zawodowo związany z sektorem organizacji pozarządowych, w których pracował jako ekspert ds. zrównoważonego rozwoju i ochrony klimatu. Był też sekretarzem ds. organizacyjnych stowarzyszenia „Bioprodukti”, został także koordynatorem Europejskiej Inicjatywy Obywatelskiej „Ratujmy pszczoły i rolników” w Bułgarii. W 2008 należał do założycieli ugrupowania bułgarskich zielonych, które przyjęło nazwę „Zeleno dwiżenie”. Objął funkcję współprzewodniczącego tej partii, którą pełnił do 2022.
W wyborach z kwietnia 2021 i z lipca 2021 z ramienia liberalnej koalicji Demokratyczna Bułgaria uzyskiwał mandat posła do Zgromadzenia Narodowego 45. i 46. kadencji.
W grudniu 2021 objął stanowiska wicepremiera ds. polityki klimatycznej oraz ministra ochrony środowiska i zasobów wodnych w nowo utworzonym rządzie Kiriła Petkowa. Zakończył urzędowanie wraz z całym gabinetem w sierpniu 2022.